# Clepsis nybomi
Clepsis nybomi is een vlinder uit de familie bladrollers (Tortricidae). De wetenschappelijke naam is voor het eerst geldig gepubliceerd in 1950 door Hackman.
De soort komt voor in Europa.